# Ericthonius ledoyeri
Ericthonius ledoyeri is een vlokreeftensoort uit de familie van de Ischyroceridae. De wetenschappelijke naam van de soort is voor het eerst geldig gepubliceerd in 1991 door Barnard & Karaman.